# Roland Lacombe
Roland Lacombe (11 de julho de 1938 — 26 de novembro de 2011) foi um ciclista de estrada francês. Competiu na prova de estrada individual e 100 km contrarrelógio por equipes nos Jogos Olímpicos de Verão de 1960, terminando na décima terceira e sétima posição, respectivamente.
Lacombe venceu o Week-end Spadois em 1960 e a corrida Roubaix-Cassel-Roubaix em 1962.